# مکاشفه یوحنا
مکاشفهٔ یوحنا که با عنوان‌های دیگری همچون وحی به یوحنا، آخرالزمان یوحنا، کتاب وحی و مکاشفهٔ عیسی مسیح نیز خوانده می‌شود، آخرین کتاب از کتب «عهد جدید» مسیحیان است. مکاشفه تنها کتاب عهد جدید است که در ردهٔ ادبیات رستاخیزی قرار می‌گیرد؛ و نه تعلیمی یا تاریخی، و تعدادی بسیار از پنداره‌ها، نمادها و تمثیل‌ها را به ویژه در رابطه با وقایع آینده به کار می‌بندد. مکاشفه به نظر می‌آید مجموعه‌ای از بخش‌های مجزا باشد که به وسیلهٔ نویسندگان گمنامی که در آخرین ربع سدهٔ اول میلادی می‌زیستند نوشته شده باشد. با این وجود این‌طور انگاشته می‌شود که این کتاب توسط یوحنا، «مرید محبوب» مسیح، در «پاتموس» (جزیره‌ای در یونان) در دریای اژه به رشتهٔ تحریر درآمده است.

## مفاهیم

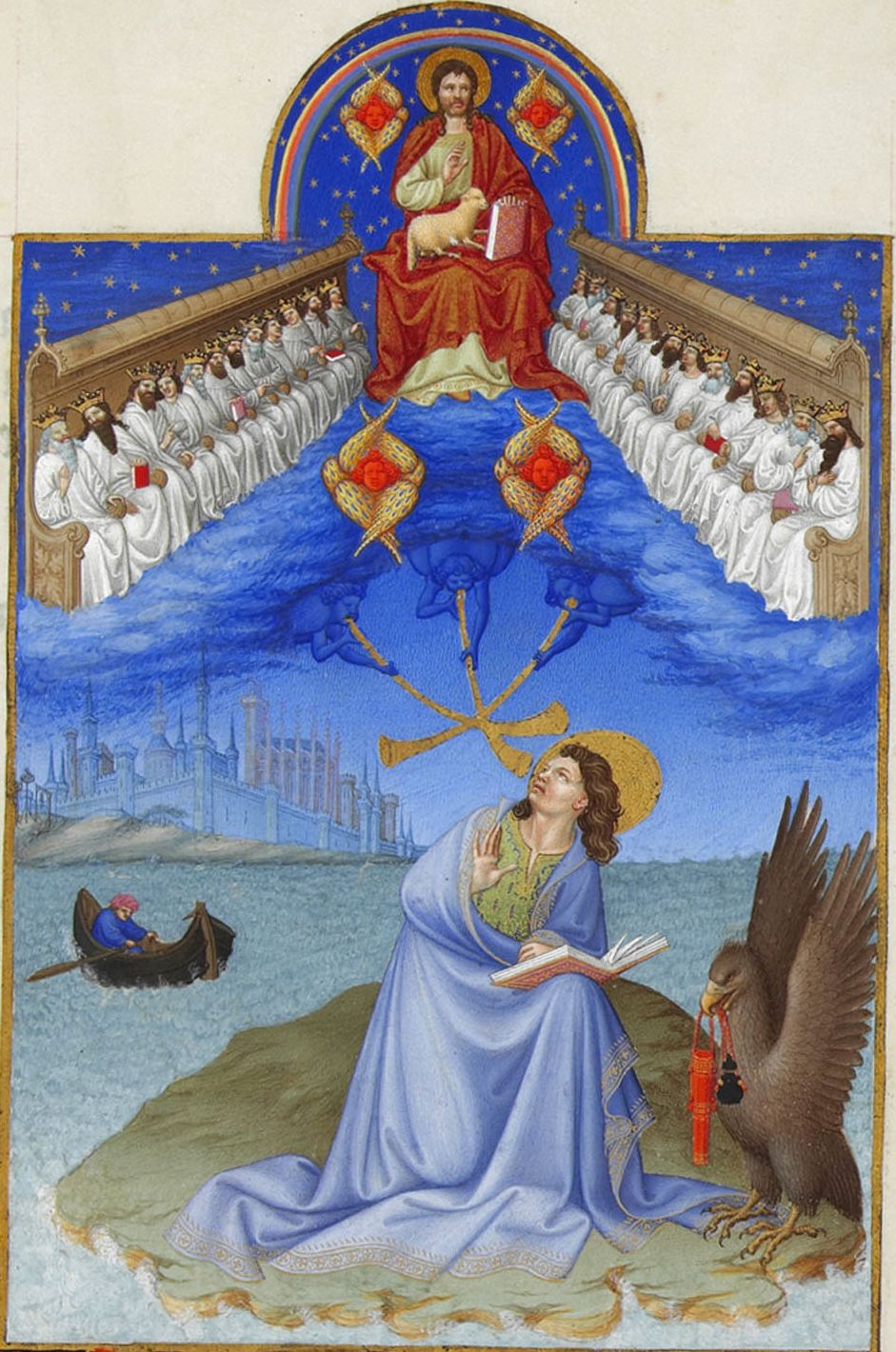
یکی از رویاهای «یوحنای پاتموس» در مکاشفه (۴:۴) که در کتاب مصور «ساعات خوش دوک دوبری» به تصویر کشیده شده است.

این کتاب از دو بخش عمده تشکیل شده است، که اولین بخش آن (فصل‌های ۲ تا ۳) شامل پند و اندرزهای مذهبی (و نه پنداره‌ها یا رمزآفرینی‌ها) در نامه‌های جداگانه‌ای می‌باشد که خطاب به هفت کلیسای آسیای صغیر نگاشته شده‌اند. در بخش دوم (فصل‌های ۴ تا ۲۲:۵)، رؤیاها، تمثیل‌ها و نمادها (در اغلب موارد بدون تعبیر یا تفسیر) قسمت گسترده‌ای از متن کتاب را تشکیل داده و مفسران را واداشته‌اند تا لزوماً تعبیرهای متفاوتی از آنها ارائه دهند.
بسیاری از محققان موافقند که مکاشفه فقط یک تمثیل انتزاعی معنوی جدا از وقایع تاریخی، یا صرفاً یک پیشگویی دربارهٔ تحولات آخر دنیا که به صورت کلامی مبهم در لفافه آمده باشد، نیست، بلکه تحت تأثیر بحران ایمان، در دوران مسیحیت اولیه که محتملاً به وسیلهٔ شکنجه‌های رومیان ایجاد شده بود، نگاشته شده است. در نتیجهٔ آن، مسیحیان ترغیب شده‌اند که در ایمانشان ثابت‌قدم باشند تا استوارانه، امید خود را به اینکه در نهایت خداوند در برابر دشمنان خود (و دشمنان آن‌ها) پیروز خواهد شد، حفظ نمایند. از آنجایی‌که چنین دیدگاهی مشکلات دوران‌های بعدی در مبحث آخرت را نیز باز می‌تاباند، پیام مکاشفه به نسل‌های آیندهٔ مسیحیان نیز ارتباط می‌یابد، کسانی که مسیح پیشاپیش دربارهٔ آن‌ها هشدار داده که به طریقی مشابه، دچار عذاب و شکنجه خواهند شد. پیروزی خداوند بر شیطان (در اینجا مقاومت مسیحیان در برابر شکنجهٔ رومیان) نمونه‌ای از پیروزی‌های پیشگویی شده مشابه خیر بر شر در آینده و پیروزی نهایی خداوند در پایان جهان می‌باشد.
با وجود آن‌که عنصر مرکزی در مکاشفه، «مسیح» است، با مطالعه و ادراک بیشتر متن، شباهت‌های آن با شیوهٔ بیانی و مفاهیم کتاب عهد عتیق، مشخص می‌گردد. خصوصاً آنهایی که از کتابهای دانیال و حزقیال گرفته شده‌اند. به‌طور مثال، نویسنده از عدد هفت استفاده می‌کند، تا در مفهومی سمبلیک، بر «تمامیت» (totality) یا «کمال» (perfection) دلالت داشته باشد. مراجعات و اشاره‌هایی به «یک هزار سال» (فصل ۲۰) موجب شد تا عده‌ای در این انتظار باشند که پیروزی نهایی خداوند بر شیطان، پس از سپری شدن هزاره‌ای فرا رسد.

## تقسیم‌بندی کلّی
۱ - مقدمه (۱:۱–۸)
۲ - رؤیای آغازین و نامه به هفت کلیسا (۱:۹ تا ۳:۲۲)
۳ - کتابی با هفت مُهر (۴:۱ تا ۸:۱)
۴ - هفت شیپور (۸:۲ تا ۱۱:۱۹)
۵ - اژدها و دو وحش (۱۲:۱ تا ۱۳:۱۸)
۶ - رؤیاهای گوناگون (۱۴:۱ تا ۱۵:۸)
۷ - هفت جام غضب خدا (۱۶:۱–۲۱)
۸ - نابودی بابِل و شکست وحش و نبی دروغین و ابلیس (۱۷:۱ تا۲۰:۱۰)
۹ - داوری نهایی (۲۰:۱۱–۱۵)
۱۰ - آسمان جدید، زمین جدید و اورشلیم جدید (۲۱:۱ تا ۲۲:۵)
۱۱ - بخش پایانی (۲۲:۶–۲۱)